# セルゲイ・ネチャーエフ
セルゲイ･ゲンナジエヴィチ・ネチャーエフ（ロシア語: Сергей Геннадиевич Нечаев, ラテン文字転写: Sergei Gennadievich Nechaev, 1847年10月2日 - 1882年11月21日）は、ロシアの革命家。ロシアのニヒリズム運動のオルガナイザー。

## 生涯
モスクワ郊外のイワノヴォ村に生まれる。父は貧しい労働者、母は解放農奴の娘。6歳で母を失う。1865年モスクワに移り、一年後の1866年サンクトペテルブルクに移る。独学で教師の試験に合格し、教区立学校で教え始めた。その傍らでネチャーエフは、サンクトペテルブルク大学の聴講生となり、ピョートル・トカチョフと共に学内少数派だった急進派に属し、1868年から1869年の学生運動に参加した。ネチャーエフは、学生運動の革命化を図り、革命運動のプログラムを立案したが、それは、最終目標として農民達が償還年金を支払う年である1870年に社会革命を実現するというものであった。
1869年1月に自身が逮捕されたとの偽情報を流して、スイスに亡命する。ジュネーヴでは、ペトロパヴロフスク要塞から脱獄した革命委員会の代表と詐称してバクーニンやニコライ・オガリョフに接近して信頼を得た。さらにゲルツェンの強い反対にもかかわらず、両者から資金を得ることに成功し、革命を煽動する文書を作成する。その中で一番著名なものは、1869年夏に著した『革命家のカテキズム（革命家の教理問答）』である。「革命家とは予め死刑を宣告された存在である」という言葉ではじまる『革命家のカテキズム』は革命のためのプログラムであり、秘密組織を作り、破壊活動を行なうための方法を示唆する内容を有していた。その主張は、革命という「目的は手段を正当化する」という原理で貫かれ、後に「革命のマキャベリズム」、「革命のイエズス主義」と称された。
1869年9月にモスクワに戻ったネチャーエフは、「世界革命同盟（Vsemirnyi Revolyutsionnyi Soyus、Worldwide Revolutionary Union）」という架空の団体のロシア代表部代表を名乗り、「人民の裁き（Народная расправа、Narodnaya Rasprava、People's Reprisal）」と呼ばれる秘密結社を作る。しかし、組織内部には相互不信による対立が渦巻くようになった。ネチャーエフは、構成員の一人でペトロフスキー農業大学（現在の名称はチミリャーゼフ農業大学）の学生であったイワン・イワノフを裏切り者と批判し、1869年11月21日にペトロフスキー農業大学にて彼をピストルで銃殺。イワノフは即死した（ネチャーエフ事件）。11月末にネチャーエフは組織を作るためにサンクトペテルブルクに移る。1869年12月中旬に警察当局は、イワノフ殺害事件の関係者の逮捕と秘密結社の一斉摘発を開始した。ネチャーエフは12月15日逮捕を免れ、再度スイスへ亡命したが、約300名が逮捕され、内87名が裁判の対象になった。後にドストエフスキーは、この事件を契機に小説『悪霊』を執筆した。
亡命後ネチャーエフは再びバクーニンから資金援助を受けて、オガリョフと共に『コロコル（Kolokol）』誌、『人民の裁き』誌などを出版する。『人民の裁き』2号に掲載されたネチャーエフの記事「将来の社会制度の基本（Главные основы будущего общественного строя）」では彼自身の共産主義体制のビジョンを発表したが、後にマルクスとエンゲルスによって「バラック共産主義」と呼ばれた。
次第にネチャーエフは同志の間から信用を失うようになり、彼の第一インターナショナルにおける名前の乱用は、総会で公式に関係を断絶することを決議するに至った。1870年夏には、理論の破廉恥さ、それまでの行動の原則のなさ、挑発的、策謀家的な点が批判され、バクーニンらの不信を買うに至った。1870年9月ロンドンで雑誌の編集に当たるが、ロシアの官憲を逃れてパリ、次いでチューリヒに潜伏する。さらにカスパル・トゥルスキー（Caspar Turski）らポーランドのブランキ派に接触するが孤立し、1872年8月14日チューリヒで逮捕され、ロシア警察に身柄を引き渡された。1873年1月8日にイワノフ殺害の罪で懲役20年の判決を下された。ペトロパヴロフスク要塞のアレクセイ半月堡に収監されたネチャーエフは看守を説得し、1880年12月に「人民の意志」派との接触に成功した。さらに脱獄が計画されたが、ネチャーエフの希望で1881年同派によるアレクサンドル2世暗殺が優先され中断された。この暗殺は成功を収め、革命運動に対する弾圧は強化された。その後、次なる脱獄が計画されるも失敗に終わった。この失敗は、革命家であり同堡の囚人であるミルスキーの、減刑を狙った密告によるものという説がある。1882年11月21日に壊血病と水腫のため獄死した。35歳。
ネチャーエフはその勇気と革命運動における狂信的なまでの献身にもかかわらず、同志と組織を危険にさらすことによりロシアの革命運動に巨大な害毒をもたらしたとみなされている。しかし、後にレーニンはネチャーエフの「目的は手段を正当化」する「革命のマキャベリズム」を評価し、結果としてレーニン及びボリシェヴィキの冷酷性に大きな影響をもたらしたと言える。